# Misono (métro de Sapporo)
Misono (美園駅, Misono-eki) est une station du métro de Sapporo au Japon. Elle est située dans l'arrondissement de Toyohira à Sapporo.

## Situation sur le réseau
Établie en souterrain, la station est située au point kilométrique (PK) 11,4 de la ligne Tōhō entre la station Toyohira koen, en direction du terminus nord Sakaemachi, et la station Tsukisamu chuo, en direction du terminus sud Fukuzumi.

## Histoire
La station a été inaugurée le 14 octobre 1994.

## Services aux voyageurs

### Accès et accueil
La station est ouverte tous les jours.

### Desserte
- Ligne Tōhō :
  - voie 1 : direction Fukuzumi
  - voie 2 : direction Sakaemachi

Installations et desserte
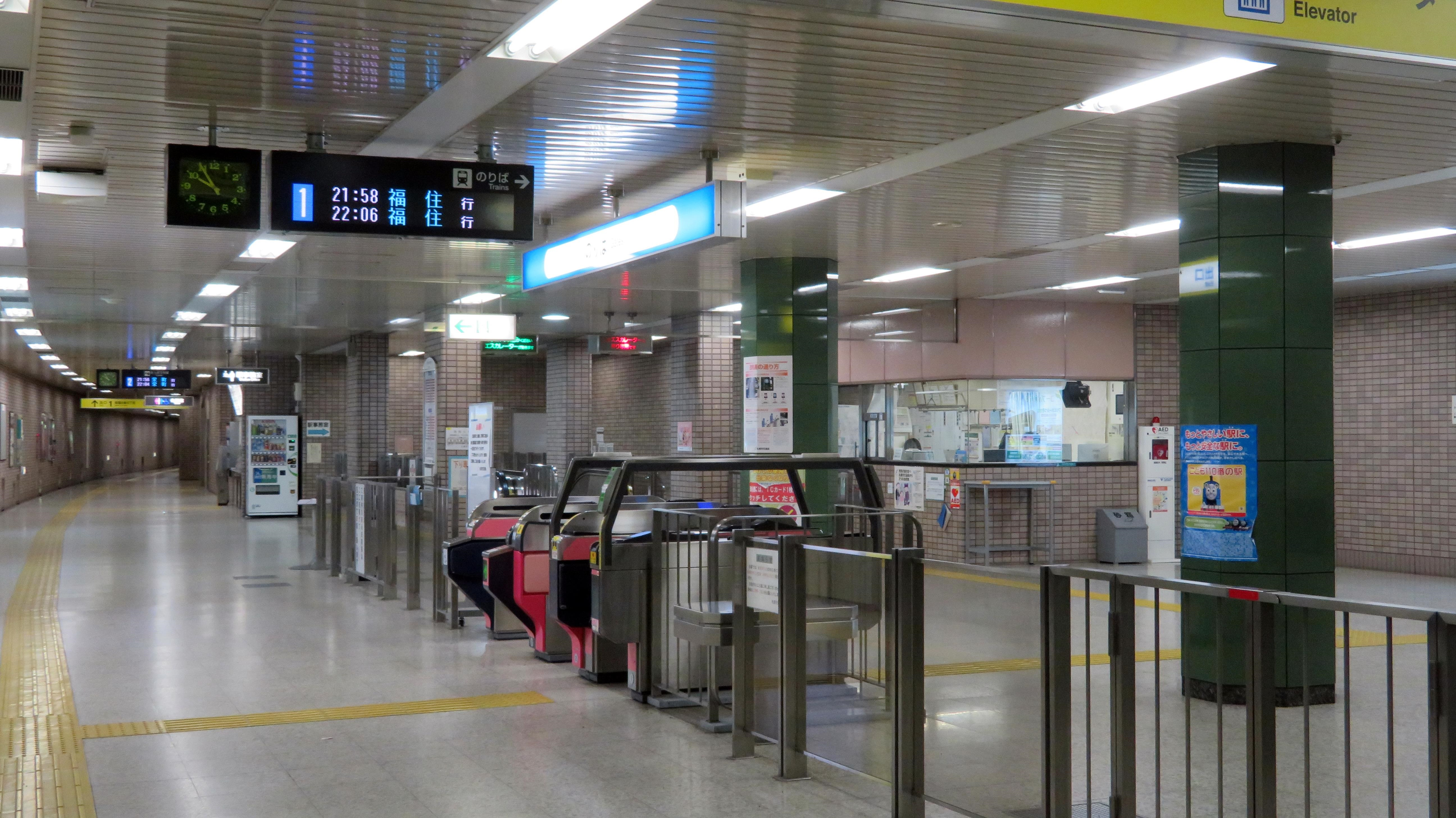
Ligne de contrôle.
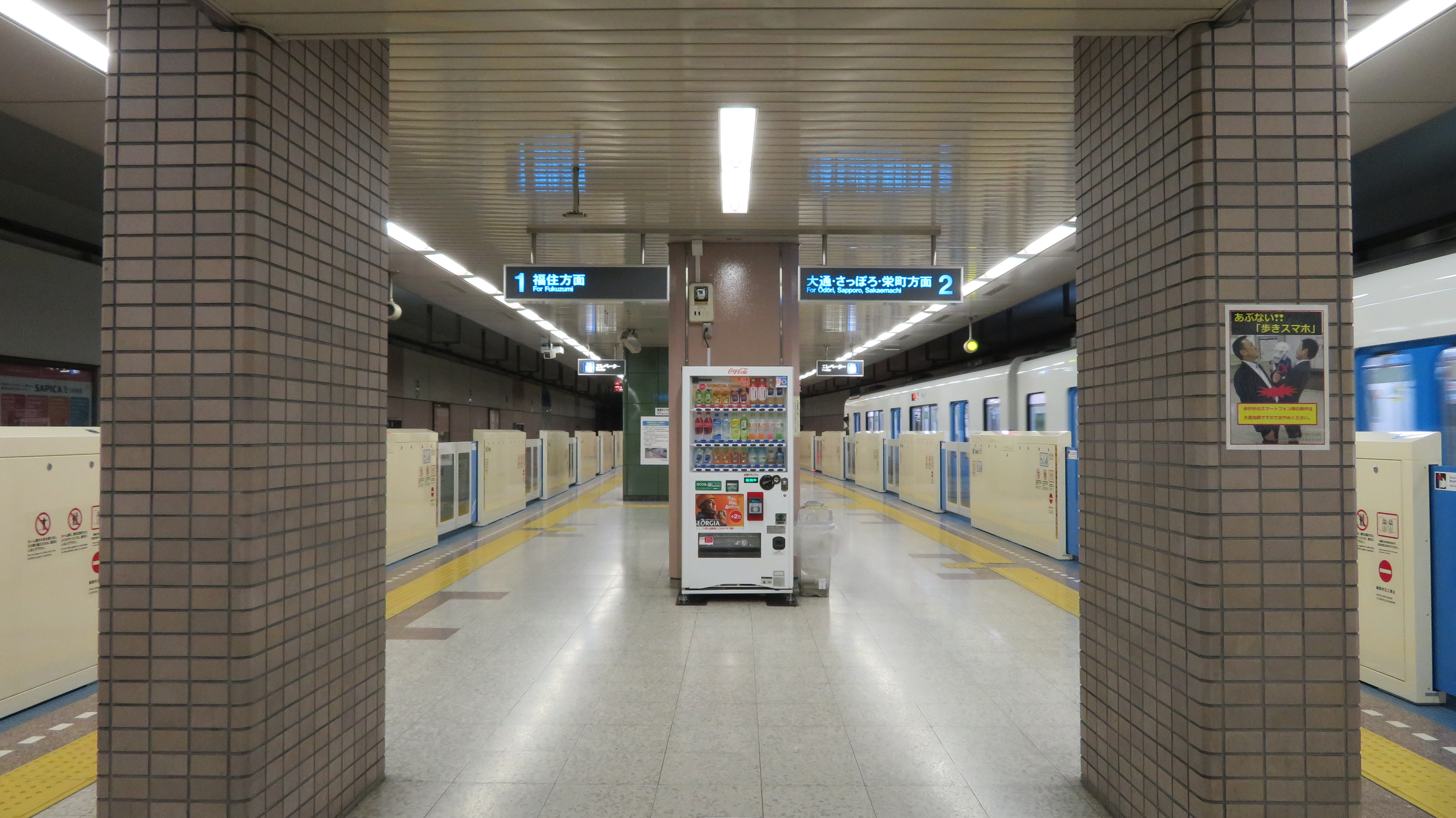
Le quai central.